# Kajnardzja
Kajnardzja of Kaynardzha (Bulgaars: Кайнарджа, Turks: Kaynarca) is een dorp (село) en een gemeente (община) in de Bulgaarse oblast Silistra. Het dorp Kajnardzja bevindt zich in de historische regio Zuidelijke Dobroedzja. De Roemeense naam van het dorp is Cainargeaua Mică. Binnen de grenzen van de gemeente Kajnardzja valt het dorp Kajnardzja en veertien nabijgelegen dorpen.
Op 31 december 2019 telde het dorp Kajnardzja 560 inwoners, terwijl de gemeente Kajnardzja zo’n 5.001 inwoners had.

## Geschiedenis
De plaats staat vooral bekend om het Verdrag van Küçük Kaynarca van 21 juli 1774.

## Nederzettingen
De gemeente Kajnardzja bestaat uit vijftien dorpen.
| Golesj               | Голеш              | Köse Aydin     | 1409 |
| Sredisjte            | Средище            | Bey Pinar      | 1370 |
| Kajnardzja           | Кайнарджа          | Küçük Kaynarca | 691  |
| Zarnik               | Зарник             | Zarniç         | 483  |
| Polkovnik Tsjolakovo | Полковник Чолаково | Kay Pınar      | 239  |
| Davidovo             | Давидово           | Davutlar       | 175  |
| Posev                | Посев              | Ekincik        | 166  |
| Vojnovo              | Войново            | Koçlar         | 151  |
| Svetoslav            | Светослав          | Büyük Kaynarca | 106  |
| Dobroedzjanka        | Добруджанка        | Kütüklü        | 100  |
| Kranovo              | Краново            | -              | 92   |
| Poproesanovo         | Попрусаново        | Aratmaca       | 28   |
| Gospodinovo          | Господиново        | Hıdır Çelebi   | 24   |
| Kamentsi             | Каменци            | Kayrak         | 22   |
| Strelkovo            | Стрелково          | -              | 14   |
| gemeente Kajnardzja  | община Кайнарджа   | Kaynarca       | 5070 |

## Bevolking

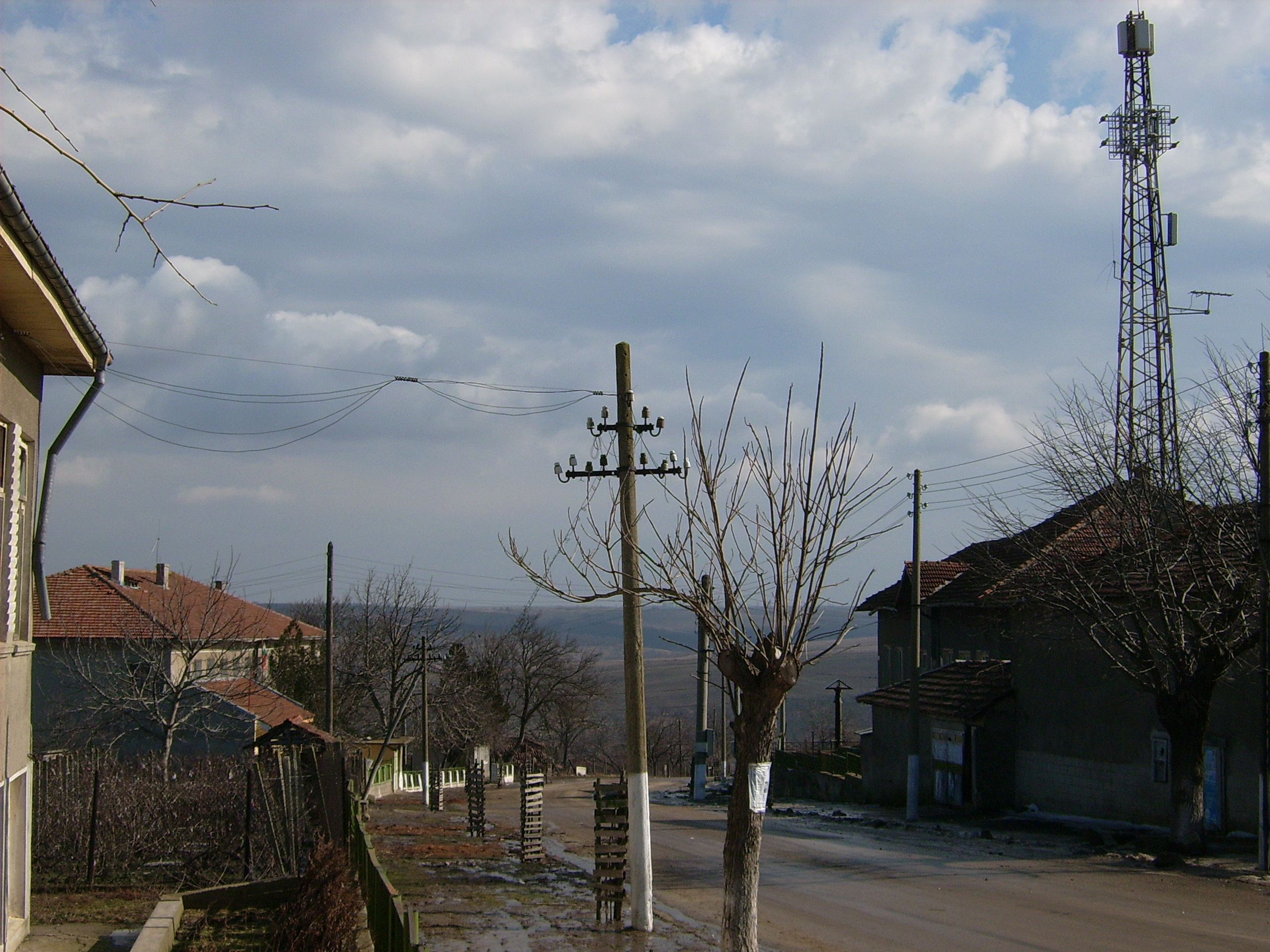
Het straatbeeld van het dorp Kranovo

In 1934 telde het dorp Kajnardzja zo'n 2.170 inwoners, terwijl de gemeente Kajnardzja 13.372 inwoners had. Tijdens de tweede helft van twintigste eeuw begon de bevolking van het dorp en van de gemeente Kajnardzja in een groot tempo te dalen (zie: onderstaand tabel). In de laatste jaren is de bevolkingsafname echter gestabiliseerd en sindsdien schommelt de bevolking rond de vijfduizend inwoners.
| Jaar                | 1934  | 1946  | 1956  | 1965  | 1975 | 1985 | 1992 | 2001 | 2011 | 2020 |
| dorp Kajnardzja     | 2170  | 2296  | 2175  | 2042  | 1708 | 1398 | 1209 | 1027 | 691  | 560  |
| gemeente Kajnardzja | 13372 | 14332 | 13167 | 11227 | 8487 | 6707 | 6128 | 5467 | 5070 | 5001 |

### Demografie
De gemeente Kajnardzja heeft een van de hoogste geboortecijfers in Bulgarije. In de periode 2000-2019 schommelde het geboortecijfer tussen de 12 en 18,6 per duizend inwoners (zie: onderstaand tabel). Het sterftecijfer is eveneens hoger dan in de rest van Bulgarije en schommelde tussen de 9,1 en 18,8 per duizend inwoners in dezelfde periode. Desalniettemin daalt de bevolking van de gemeente Kajnardzja de laatste jaren minder snel dan in overige plattelandsgebieden in Bulgarije.
| 2000 | 6.157 | 84 | 99  | −15 | 13,6 | 16,1 | −2,4 |
| 2001 | 5.485 | 89 | 103 | −14 | 16,2 | 18,8 | −2,6 |
| 2002 | 5.427 | 70 | 98  | −28 | 12,9 | 18,1 | −5,2 |
| 2003 | 5.419 | 85 | 102 | −17 | 15,7 | 18,8 | −3,1 |
| 2004 | 5.391 | 99 | 92  | +7  | 18,4 | 17,1 | +1,3 |
| 2005 | 5.409 | 79 | 83  | −4  | 14,6 | 15,3 | −0,7 |
| 2006 | 5.401 | 91 | 85  | +6  | 16,8 | 15,7 | +1,1 |
| 2007 | 5.367 | 78 | 71  | +7  | 14,5 | 13,2 | +1,3 |
| 2008 | 5.300 | 87 | 72  | +15 | 16,4 | 13,6 | +2,8 |
| 2009 | 5.250 | 89 | 73  | +16 | 17,0 | 13,9 | +3,0 |
| 2010 | 5.175 | 92 | 80  | +12 | 17,8 | 15,5 | +2,3 |
| 2011 | 5.059 | 81 | 93  | −12 | 16,0 | 18,4 | −2,4 |
| 2012 | 5.081 | 80 | 73  | +7  | 15,7 | 14,4 | +1,4 |
| 2013 | 5.102 | 95 | 68  | +27 | 18,6 | 13,3 | +5,3 |
| 2014 | 5.098 | 79 | 54  | +25 | 15,5 | 10,6 | +4,9 |
| 2015 | 5.107 | 71 | 61  | +10 | 13,9 | 11,9 | +2,0 |
| 2016 | 5.115 | 87 | 66  | +21 | 17,0 | 12,9 | +4,1 |
| 2017 | 5.099 | 80 | 85  | −5  | 15,7 | 16,7 | −1,0 |
| 2018 | 5.076 | 61 | 63  | −2  | 12,0 | 12,4 | −0,4 |
| 2019 | 5.049 | 72 | 46  | +26 | 14,3 | 9,1  | +5,2 |
| 2020 | 5.001 | 58 | 85  | −27 | 11,6 | 17,0 | −5,4 |

### Etniciteit
De bevolking van de gemeente Kajnardzja is etnisch divers. In de telling van 2011 waren drie bevolkingsgroepen vertegenwoordigd: Bulgaren (54%), Turken (30%) en Roma (16%).
De Bulgaarse Turken vormen de grootste bevolkingsgroep in de gemeente Kajnardzja. In 2011 werden 2.552 Turken geteld, oftewel 54% van de bevolking van de gemeente. Zij wonen vooral in de dorpen Golesj, Zarnik, Polkovnik, Tsjolakovo, Davidovo en Posev.
De etnische Bulgaren vormen een meerderheid in het dorp Kajnardzja zelf, maar vormen ook de meerderheid in de nabijgelegen dorpen Vojnovo, Gospodinovo, Dobroedzjanka, Kamentsi, Kranovo, Poproesanovo, Svetoslav en Strelkovo. In totaal vormen etnische Bulgaren met 1.429 personen ongeveer 30% van de bevolking van de gemeente Kajnardzja.
Verder woont er een significante Turkssprekende en islamitische Roma-gemeenschap in de gemeente. Met 735 personen vormen de Roma ongeveer 16%, alhoewel dit aantal waarschijnlijk onderschat is. Veel islamitische Roma identificeren zichzelf in de volkstellingen als etnische Turken. De Roma wonen bijna allemaal in het dorp Sredisjte en vormen aldaar een meerderheid van de bevolking, maar ook in de dorpen Svetoslav en Davidovo woont een aanzienlijke groep Roma.

### Religie

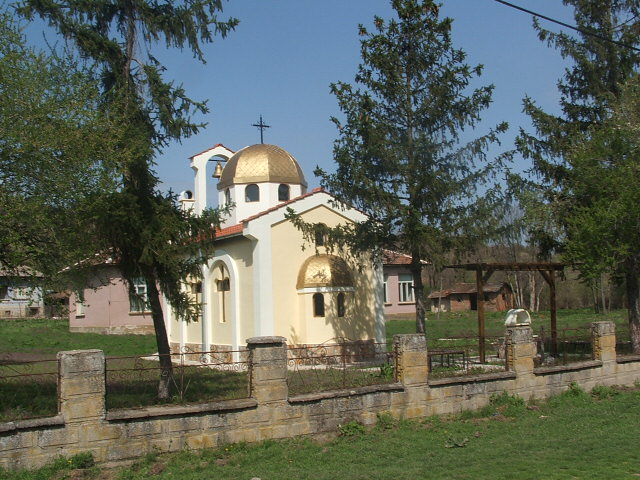
Een kerk in het dorp Gospodinovo

Bij de volkstelling van 1 februari 2011 was het invullen van een geloofsovertuiging optioneel. Van de 5.070 mensen die werden geregistreerd bij de volkstelling van 2011 kozen 371 personen (7,3%) ervoor om hun religieuze overtuiging niet te specificeren. De grootste religie in de gemeente was de islam. Zo'n 3.188 personen, oftewel 68% van de bevolking, was islamitisch. In tegenstelling tot de rest van Bulgarije zijn deze moslims vooral van sjiitische strekking. De volkstelling van maart 2001 registreerde het hoogste percentage sjiieten in Bulgarije, namelijk zo’n 52% van de totale bevolking. De meeste Bulgaarse Turken en de Roma zijn moslim. Daarentegen zijn de etnische Bulgaren vooral lid van de Bulgaars-Orthodoxe Kerk. Christenen vormen in totaal iets meer dan een kwart van de bevolking (27,5%). De rest van de bevolking verklaarde irreligieus te zijn of heeft geen specifiek antwoord gegeven op de volkstelling van 2011.
|                              | Aantal | Percentage (%) | Percentage (%) |
| 5070                         | Totaal | Respondenten   |                |
| ---------------------------- | ------ | -------------- | -------------- |
| Bulgaars-Orthodoxe Kerk      | 1285   | 25,35          | 27,35          |
| Katholieke Kerk in Bulgarije | -      | -              | -              |
| Protestantisme               | 8      | 0,16           | 0,17           |
| Islam in Bulgarije           | 3188   | 62,88          | 67,84          |
| Overig                       | -      | -              | -              |
| Onkerkelijk                  | 110    | 2,17           | 2,34           |
| Geen antwoord                | 103    | 2,03           | 2,19           |
| Onbekend                     | 371    | 7,32           | -              |

## Recente ontwikkelingen
In oktober 2017 werd een nieuwe grensovergang tussen Bulgarije en Roemenië in gebruik genomen, die Kajnardzja met de Roemeense stad Lipnița heeft verbonden.
Bestuurlijk centrum: Silistra
 Alfatar · Doelovo · Glavinitsa · Kaïnardzja · Silistra · Sitovo · Toetrakan